# Psalmatophanes barretoi
Psalmatophanes barretoi är en insektsart som beskrevs av Lucien Chopard 1938. Psalmatophanes barretoi ingår i släktet Psalmatophanes och familjen vårtbitare. Inga underarter finns listade i Catalogue of Life.